# David Simon (basket-ball)
Pour les articles homonymes, voir Simon et David Simon (homonymie).
David Simon, né le 9 août 1982, à Vernon Hills, en Illinois, est un joueur américain de basket-ball. Il évolue aux postes d'ailier fort et de pivot.

## Palmarès
- Coupe de Bulgarie 2006
- MVP de la ligue adriatique 2012
- Meilleur marqueur de la ligue adriatique 2012